# تيكن 3
تيكن 3 (بالإنجليزية: Tekken 3)‏ (باليابانية: 鉄拳3) ، هي لعبة فيديو قتالية إحدا سلاسل لعبة تيكن أصدرت من طرف شركة نامكو في عام 1997 على آركيد , وفي عام 1998 على الجهاز بلاي ستيشن . و تعتبر تطور كبيرًا في القصة تيكن

## ماهي تيكن ؟
تيكن هي قوة عسكرية في اليابان ، أسستها الشركة المالية ميشيما زايباتسو في فترة التي كانت الشركة تحت قيادة هيهاتشي ميشيما.

## تيكن 3
تفاجئ هيهاتشي بالهجوم الذي حدث على أحد قواته الإستطلاعية ، و قادته التحقيق إلى أن الهجوم الذي حدث عليهم كان السبب فيه هو أوغر -الغول- .
علم جِن كازاما من أمه جُن كازاما حيث كان يعيشان في الجبال و هو في 15 سنة أنه ابن كازويا ميشيما. بعد ذلك هاجمهما أوغر، طلبت أم جِن من ابنها التوجه لجده هيهاتشي. لمساعدته إلا أنه واجه أوغر. لم يستطع مواجهته ، أغمي عليه و عندما أفاق لم يجد أمه فقرر الثأر ، توجه جِن إلى جده هيهاتشي ميشيما. فقص عليه ما حدث بعد ذلك دربه أساليب القتال فأجاد أسلوب كاراتي و كازاما و حتى أسلوب عائلة ميشيما، و عند بلوغه 19 سنة قرر دخول ملك القبضة الحديدية 3 التي تعلن عنها شركة ميشيما، بعد فوزه اتجه نحو قلعة أوغر و واجهه بعد هزيمته و الفوز عليه تفاجئ بمجموعة من قوات تيكن تطلق النار عليه ، سقط أرضاً ثم وجد جده هيهاتشي يصوب رصاصة نحو رأسه، و بعد ذلك تفاجئ الجد بتحول الابن إلى وضعية شيطان ليهاجم قوة تيكن و يمسك الجد و يرميه من أعلى القلعة، إلا أنه لا يقتله، منذ ذلك الوقت يقرر جِن كازاما الثأر و عدم الثقة في أي أحد.

## شخصيات تيكن 3
- جِين كازاما
- هيهاتشي ميشيما
- كازويا ميشيما
- أنّا ويليامز
- نينا ويليامز
- إيدي غوردو
- باول فينيكس
- يوشيمتسو
- غون
- دكتور بوسكونوفيتش
- برايان فيوري
- موكُجٍن
- لينغ شاويو
- غن جاك
- جوليا تشانغ
- هوارانغ
- كوما
- باندا
- فورست لاو
- ليه وولونغ
- كينغ

## وصلات خارجية
- تيكن 3 على موقع IMDb (الإنجليزية)

- Tekken 3 Official Website
- Tekken 3 for PlayStation at غيم سبوت.com
- Tekken 3 for Arcade Games at غيم سبوت.com
- Tekken 3 at The القائمة القاتلة لألعاب الفيديو
- Tekken 3 at موبي جيمز

| سبقه تيكن 2 | سلسلة تيكن 1997 - 1999 | تبعه تيكن تاغ تورنمنت |